# Let's Play
Let's Play, ofta kallad LP,  är en inspelad video av ett TV-spel som innehåller kommentarer från den eller de som spelar spelet.
Let's Play-videor kan ses på videodelningssidor som YouTube och Twitch, men även på TV. Många så kallade "Let's Player" skapar sina videor som en serie, som visar en hel genomspelning av ett spel.
Enligt en svensk undersökning, gjord 2021, hade knappt en fjärdedel (23 %) av de svenska internetanvändarna ägnat sig åt att titta på andra som spelar spel på nätet under det senaste året. Det är nästan tre gånger fler män än kvinnor som har ägnat sig åt detta och bland de yngre deltagarna var siffran betydligt högre; mer än 6 av 10 (62 %) av de födda på 00- och 2010-talet tittade på andras spelande.

## Välkända let's players
- PewDiePie
- Markiplier
- Game Grumps